# Ernesto Bucheli
Ernesto Bucheli Bucheli (Ambato, 17 de septiembre de 1915 - 21 de junio de 1998) fue un médico y político ecuatoriano, presidente del Consejo Provincial y prefecto de la provincia de Tungurahua.

## Biografía
Nació el 17 de septiembre de 1915 en Ambato, provincia de Tungurahua. Realizó sus estudios secundarios en el Instituto Nacional Mejía y los superiores en la Universidad de Guayaquil y en la Universidad Central de Ecuador, donde obtuvo en 1945 el título de médico.
Durante su juventud trabajó como médico del ejército. Atendió a muchos de los afectados en el Terremoto de Ambato de 1949. También ocupó los cargos de director de higiene municipal y director de higiene rural de Tungurahua.
En 1952 fue elegido senador de la república de la mano del Partido Conservador Ecuatoriano.
En 1960 fue nombrado presidente del consejo provincial de Tungurahua (cargo que actualmente se conoce como Prefecto provincial). Ocupó el puesto hasta 1964, año en que la Junta Militar de Gobierno designó a Oswaldo Barrera como su sucesor. En 1966 volvió a ser nombrado presidente del consejo provincial (cargo que actualmente se conoce como Prefecto provincial). Un año después fue elegido en elección popular como prefecto de Tungurahua, ocupando el cargo hasta 1972.
Entre las obras más destacadas de su administración se cuentan la construcción de la central eléctrica de Pisayambo, el coliseo cerrado de Ambato, el puente sobre el río Culapachán, la terminal ferroviaria de Ingahurco y decenas de escuelas y colegios.
Falleció el 21 de junio de 1998. Sus restos se encuentran en las criptas de la Iglesia de Santo Domingo, en Ambato.